# Мел Неш
Мел Неш (англ. Melvin Nash, 1 січня 1955) — американський плавець.
Чемпіон світу з водних видів спорту 1973 року, призер 1975 року.
Переможець Панамериканських ігор 1971 року.